# История Еврейской автономной области
История Еврейской автономной области — события создания, развития и существования Еврейской автономной области СССР и впоследствии Российской Федерации.
Освоение Приамурья русскими началось в середине XVII века. После Октябрьской революции с конца 1920-х годов началась подготовка к созданию на этой территории еврейской национальной автономии. Постановлением ВЦИК от 7 мая 1934 года Биро-Биджанский национальный район получил статус автономной Еврейской национальной области.
Уникальность Еврейской автономной области как национально-территориального образования состоит в том, что она была создана для переселенцев, отправившихся туда уже в годы советской власти, на территории, никогда ранее не являвшейся местом компактного проживания этого народа. Доля титульной нации в ней на 2010 год составляла 1 % и продолжает сокращаться.

## Древнее Приамурье
Неолитические стоянки малышевской культуры на территории Еврейской автономной области датируются VI тыс. — второй половиной IV тыс. до н. э., кондонской культуры — III тыс. до н. э. К раннему железному веку относятся стоянки урильской (конец II тыс. — VII век до н. э.) и польцевской (VI век до н. э. — IV век н. э.) культур.
С древности на территории Приамурья проживали палеоазиатские, тунгусо-маньчжурские, монгольские племена.
К середине I тысячелетия в Приамурье расселились племена мохэ (найфельдская группа), относившиеся к тунгусско-манчжурской языковой группе. В 628—926 годах эта территория являлась северной окраиной государства Бохай. После её разгрома империей Ляо эти земли были заселены чжурчжэньскими племенами, которые положили начало государству Цзинь. После монгольских завоеваний народы Приамурья оставались в тени исторических событий до прихода русских землепроходцев в середине XVII века.
| Период                            | Наименование                             | Отличительные особенности                                                                      |
| --------------------------------- | ---------------------------------------- | ---------------------------------------------------------------------------------------------- |
| IV—II тыс. до н. э.               | Амурская неолитическая культура          | Каменные орудия труда. Оседлый образ жизни, появление земледелия и скотоводства.               |
| Начало II — конец I тыс. до н. э. | Урильская культура                       | Начало освоения железа, появление бронзы. Использование кости. Выделение семьи в общем жилище. |
| Вторая половина I тыс. до н. э.   | Польцевская культура                     | Ранний железный век. Умение строить срубовые дома. Жизнь семьями.                              |
| V—IX века н. э.                   | Культура мохэ                            | Образование племенных союзов. Разложение родоплеменного хозяйства. Появление сохи и плуга.     |
| XII—XVII века н. э.               | Культура чжурчэжэней, нюйчженей, дючеров | Хозяйство многоотраслевое при ведущем скотоводческо-земледельческом направлении.               |

## Русские в Приамурье в XVII веке
15 июня 1643 года «по государеву цареву и великого князя Михаила Фёдоровича всея Руси указу» из Якутска была отправлена экспедиция в составе 139 казаков, которую возглавлял письменный голова Василий Поярков. В XVII веке в Приамурье проживали 3860 дауров, 1240 пашенных тунгусов, 1260 оленных тунгусов. Поярков отметил в отчёте природное богатство края: «те землицы людны и хлебны и собольны, и всякого зверя много, и те реки рыбны, и государевым ратным людям в той землице хлебной скудности ни в чём не будет». Важную роль сыграли также походы Ерофея Хабарова в 1649—1652 годах. Первым населённым пунктом на территории будущей ЕАО стал Косогорский острог, заложенный в 1656 году Онуфрием Степановым. Ряд поселений был основан Никифором Черниговским.
Территория нынешней ЕАО входила в Албазинское воеводство (1651—1689). По данным Владимира Кабузана в 1680-е годы в Приамурье было около 800 русских крестьян, казаков и промышленников. В дальнейшем около 150 лет левобережье Амура находилось под контролем Цинской империи по Нерчинскому договору 1689 года.

## Освоение бассейна Амура с 1850-х
В середине XIX века началось активное освоение этих земель, в котором большую роль сыграла позиция генерал-губернатора Восточной Сибири Николая Муравьева. В 1851 году была образована Забайкальская область с центром в Чите. В 1853—1856 годах были организованы военные сплавы по Амуру, в рамках которых забайкальские казаки начали заселение края и его хозяйственное освоение. В 1856 году ими были выставлены Усть-Сунгарийский и Хинганский (Буреинский) посты, а в 1857—1860 годах были основаны ныне существующие населённые пункты — Пашково, Радде, Помпеевка, Пузино, Екатерино-Никольское, Михайло-Семёновское, Воскресеновка, Венцелево, Союзное, Головино. В 1863 году они продвинулись на север, создав ряд станиц, в том числе Самара, Бабстово, Биджан, Кукелево.
Военные сплавы по Амуру и создание сети населённых пунктов с постоянным населением дали возможность закрепить эту территорию за Россией. В 1858 году был заключён Айгунский, а в 1860 году — Пекинский договоры. Эти документы официально закрепили пограничную линию между Россией и Китаем. Территория, отошедшая к России, получила административное наименование «Приамурский край».
20 декабря (8 декабря по старому стилю) 1858 года была создана Амурская область. Указом императора от 29 декабря 1858 года было создано Амурское казачье войско. В него входили Амурская конная казачья бригада в составе двух полков и Амурский пеший казачий батальон. На территории, занятой батальоном, где впоследствии расположилась автономная область, в 1869 году было 24 станицы на 1014 дворов и 5661 человек населения.
Жизнь первых русских переселенцев в этой местности была тяжёлой: суровый климат, бесплатные работы на государство по царскому указу, нападения банд китайских разбойников. Первое учебное заведение в области (казачья школа в населенном пункте Радде) открылось в 1860 году. В 1870-е годы возрос поток переселения в Амурскую область в связи с правительственным разрешением частной разработки золотых приисков.
16 июня 1884 года Государственным советом было учреждено Приамурское генерал-губернаторство в составе Забайкальской, Амурской, Приморской областей и острова Сахалин. Генерал-губернатор назначался императором, ему подчинялись военные губернаторы, стоявшие во главе областей. Большая часть территории будущей области входила в состав Амурского округа Амурской области, образованного в 1884 году. В 1899 году на Дальнем Востоке было создано две епархии Русской православной церкви. Нынешняя территория ЕАО вошла в состав Благовещенско-Амурской епархии. К началу 1920-х годов на территории нынешней ЕАО действовали 24 православных храма и походные церкви и 20 часовен. Все они были уничтожены к 1936 году.
В отчёте военного губернатора Амурской области генерал-лейтенанта Константина Грибского за 1900 год было указано:

… Амурское казачье войско, занимающее береговую полосу р. Амур от станицы Покровской до выселка Забеловского (на территории будущей автономии — от пос. Сторожевого до выселка Забеловского), делилось на три участка, в третий участок входили станичные округа Амурского пешего казачьего батальона:
- Екатерино-Никольский — 7 селений, 576 дворов, 4476 душ населения;
- Михайло-Семеновский — 14 селений, 624 двора, 4908 душ населения;
- Раддевский — 4 селения, 148 дворов, 1157 душ населения.

На заселение Приамурья существенное влияние оказало строительство Амурской железной дороги. На её строительстве также использовался труд каторжан и рабочих, прибывших из центральных губерний России. В 1912 году была построена станция Тихонькая — будущая столица области и город Биробиджан. В этом же году открылось первое промышленное предприятие — Тунгусский лесозавод № 8, который поставлял пиломатериалы для строительства Транссибирской магистрали.
В период Гражданской войны с 1918 по 1921 год военные действия велись в основном вне территории нынешней ЕАО. Но с мая 1921 по октябрь 1922 года Приамурье стало ареной жестоких столкновений между красными и белыми. Здесь же действовали японские и американские интервенты. Бои на территории области закончились летом 1922 года победой красных и установлением советской власти. Наиболее известным событием этого периода и одним из крупнейших сражений заключительного этапа Гражданской войны стал Волочаевский бой 5—14 февраля 1922 года. Однако бои с отрядами казаков, ушедшими на территорию Китая и время от времени переходившими Амур, продолжались до 1927 года и эпизодически даже до 1929 года.

## Евреи в Приамурье в Российской империи
Достоверных сведений о евреях на этой территории до второй половины XVIII века не существует. Если они там и проживали, то были крайне малочисленны и попали туда случайно. Первые еврейские общины возникли в Сибири в начале XIX века. Большинство сибирских евреев были ссыльными и их потомками, а затем к ним добавились отставные кантонисты. Первые архивные документы о евреях Дальнего Востока датируются 1875 годом, их было всего несколько десятков человек. Однако, в этих цифрах не были учтены евреи, проживающие там незаконно.
В начале 1880-х годов доля евреев на территории Амурской области составляла примерно 2 %. На этой территории не было не только антисемитских выступлений и погромов, характерных для европейской части России в то время, но и бытового антисемитизма. Однако политика местных властей по отношению к евреям была дискриминационной и ограничительной — в полном соответствии с действовавшим тогда законодательством. В частности, евреям запрещалось поселение в 100-вёрстной пограничной полосе с Китаем. Кроме законодательных ограничений действовал также широкий произвол антисемитски настроенных местных властей. Доктор исторических наук Виктория Романова отмечает, что в условиях дефицита трудовых и финансовых ресурсов Сибири и Дальнего Востока, ограничительная политика в отношении евреев, не представлявших никакой угрозы ни местному населению, ни государственному строю, не имела никаких разумных обоснований.
По данным переписи 1897 года из 120 евреев-мужчин Амурской области, подпадавших под категорию «самостоятельное население», было 10 купцов, 9 торговцев, 41 крестьянин, 26 военнослужащих, 11 человек частной прислуги и 9 занимались изготовлением одежды. Всего по переписи в Амурской области числилось 394 еврея (0,33 % населения). Обязанности раввина в Хабаровске исполнял во второй половине 1880-х годов «учёный еврей», старший архитектор Управления строительной и дорожной частями при Приамурском генерал-губернаторе Самуил Иосифович Бер.

## Подготовка к созданию национальной автономии
Октябрьская революция дала новый толчок развитию этой территории. Отмена черты оседлости позволила большому числу евреев переселиться на свободные земли в пределах бывшей империи. Большевики видели решение еврейского вопроса в России в «советизации» евреев, а именно в отвлечении их от видов деятельности, считавшихся буржуазными (финансы, торговля, мелкое ремесленничество) и приобщении к физическому труду. Революция подорвала традиционные экономические основы существования еврейского населения и это стало серьёзным ударом по еврейским беднякам европейской части страны, лишённым средств к существованию. Из-за того, что в результате гражданской войны крупная индустрия в России была парализована, советизация евреев могла быть реализована только путём «аграризации», то есть превращения евреев в крестьян. Для этого следовало стимулировать переселение евреев на имеющиеся в России в избытке пустующие и пригодные для сельского хозяйства земли.
Целесообразность создания автономной единицы для евреев России была отмечена Лениным в 1919 году. Созданный в январе 1918 года Еврейский комиссариат при Народном комиссариате национальностей занимался в том числе поиском свободных земель для расселения евреев. Вопрос образования еврейской автономии в СССР обсуждался в Политбюро ЦК ВКП(б) с 1923 года. Была создана соответствующая комиссия под руководством Александра Цюрупы.
Для организации и поддержки еврейского переселенческого движения в августе 1924 года Постановлением Президиума ЦИК СССР был создан Комитет по земельному устройству трудящихся евреев во главе с Петром Смидовичем. В декабре того же года был создан Общественный комитет земельному устройству трудящихся евреев под руководством Юрия Ларина. Задачей последнего стала мобилизация общественности, в первую очередь, зарубежной, на поддержку землеустройческих проектов.
Вначале предполагалось массовое переселение евреев в Крым и Приазовье, был проект создания национальной автономии в Белоруссии. Однако в силу ряда причин в середине 1920-х государственная политика изменилась. 8 июля 1926 года Политбюро ЦК ВКП(б) приняло решение «параллельно с практической работой по северному Крыму и по Приазовским плавням исследовать вопрос о возможности создания, кроме того, массива на Алтае, послав туда в советском порядке компетентную комиссию».
Геннадий Костырченко в книге «Тайная политика Сталина. Власть и антисемитизм» писал:

… То, что крымская еврейская автономия так и не была создана, объясняется, прежде всего, тем, что ещё весной 1927 года в качестве альтернативы было избрано переселение евреев на Дальний Восток. Этот вариант решения еврейского вопроса в СССР представлялся тогда сталинскому руководству оптимальным, особенно в пропагандистском плане.
Таким способом радикально решалась проблема трудоустройства десятков тысяч разорившихся и оказавшихся безработными в результате свертывания политики нэпа еврейских торговцев, кустарей и ремесленников, а острота антисемитизма переселением евреев из урбанизированной европейской части в почти безлюдную местность, напротив, снижалась. Одновременно планировалось улучшить демографическую ситуацию малонаселённого региона и укрепить границу с Китаем. Активными сторонниками дальневосточного проекта были председатель ЦИК Михаил Калинин и председатель КомЗЕТа Пётр Смидович. Руководитель ОЗЕТа Юрий Ларин был противником этого варианта, он считал, что тяжёлые природные условия и значительная оторванность от центральных областей малопригодны для впервые переходящих к земледелию горожан.
Организованное заселение этого района после революции началось в 1925 году. По данным переписи в конце 1926 года население района составляло 34 195 жителей, в том числе русских — 30 417, корейцев — 3178, коренных местных — 600 человек.
28 марта 1928 года Президиум ЦИК СССР принял постановление «О закреплении за КомЗЕТом для нужд сплошного заселения трудящимися евреями свободных земель в приамурской полосе Дальневосточного края» в количестве примерно 4,5 млн гектаров. В апреле-мае 1928 года на станцию Тихонькая стали прибывать эшелоны с первыми переселенцами-евреями. 7-8 июля 1928 года был создан первый еврейский сельсовет «Бирефельд» в районе Бирского опытного поля и несколько посёлков в районе Екатерино-Никольского.

## Проблемы развития

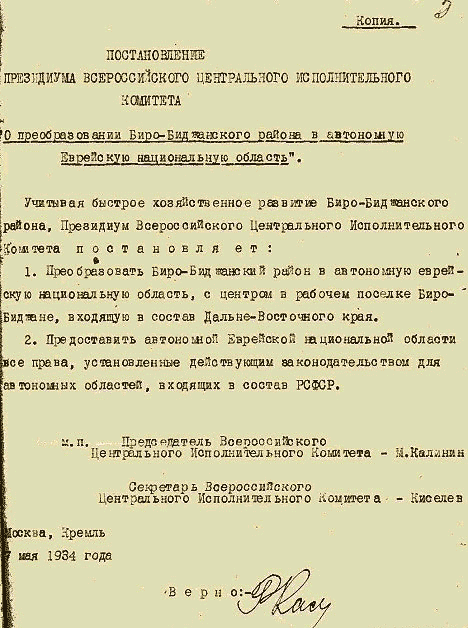
Постановление о создании Еврейской автономной области

Профессор Борис Брук с 22 июня по 7 августа 1927 года провёл экспедицию по обследованию территории области. После этого он написал, что край дикий, необжитый, с суровым климатом и потому для переселения нужны люди здоровые, сильные, смелые, готовые многое перенести и перетерпеть. Тем не менее, Брук дал положительную оценку проекту создания еврейской автономии в этом районе.
В 1928 году путь от Москвы до Хабаровска занимал для скорого поезда 9 дней, почтового — около 2 недель. Поезда же с переселенцами, состоящие из товарных вагонов с нарами, могли идти до месяца. Один вагон был рассчитан на 5 семей. Предполагалось, что переселенцы займутся в основном сельскохозяйственным трудом: земельные наделы в районе Бирефельда или Екатерино-Никольского планировались 4 гектара на душу. Государственная ссуда предполагалась от 400 до 600 рублей на семью. Первая в области еврейская школа открылась в ноябре 1929 года в селе Валдгейм.
Развитию региона помогала американская организация помощи еврейскому землеустройству в СССР ИКОР, существовавшая с 1924 года. В 1928 году ИКОР заключил договор с советским правительством, на основании которого переслал в Биробиджан 250 тыс. долларов, много машин, инструментов и оборудования. Помощь развитию региона оказывал также Биробиджанский комитет в США («Амбиджан»). Напротив, международная еврейская благотворительная организация Джойнт, активно финансировавшая «крымский проект», категорически отказалась от выделения денег на землеустройство на Дальнем Востоке.
Несмотря на значительные усилия властей и иностранную помощь, развитие региона шло с большими трудностями. Хабаровский окружной комитет ВКП(б) в апреле 1928 года констатировал неготовность местных властей к приему переселенцев. У них отсутствовала необходимая материальная база для приёма переселенцев, требуемые средства центром не выделялись. Не было даже ясности с границами района, выделяемого под переселение. Основными проблемами стали недостаток финансирования, бесхозяйственность и плохая организация переселенческого движения, КомЗЕТ показал свою некомпетентность в этом деле.
Советское руководство рассчитывало, что уже к 1933 году еврейское население Бирско-Биджанского района достигнет 60 тысяч, а к 1938—150 тысяч человек. Однако, в 1928—1929 годах туда прибыло только 2 825 евреев, из которых 1 725 покинуло Биробиджан уже к концу 1929 года. Всего из 19 635 евреев, приехавших в Биробиджан с 1928 года, к 1934 осталась постоянно проживать 8185, а 11 450 — уехали. Проект же переселения туда евреев из-за границы провалился полностью. Всего в область прибыло 500 иностранцев, в том числе 80 из Аргентины и 150 из Литвы. Все созданные в Биробиджанском районе евреями из других стран коммуны развалились, а большинство их членов уехали из СССР. Последняя крупная волна оттока иностранцев прошла после разразившегося в СССР голода в 1933 году.
Для преодоления кризиса власти решили поднять административный статус до автономной области, не скрывая, что это коммунистический ответ на проект сионистов в Палестине.

## Административное деление
После революции территория современной ЕАО вошла в состав Дальневосточного края. С 06.04.1920 по 15.11.1922 она входила в состав Дальневосточной республики — отдельного государства со столицей в Чите. С 1922 эта территория снова вошла в состав Дальневосточного края Советской России. В 1926 году административный центр Дальнего Востока был перенесен в Хабаровск, волости были упразднены, вместо них созданы районы. В том числе в Амурской области Екатерино-Никольский и Михайло-Семёновский — в Приморской области.
Еврейскими переселенцами во второй половине 1920-х годов был создан целый ряд небольших населённых пунктов. 20 августа 1930 года ЦИК РСФСР принял постановление «Об образовании в составе Дальневосточного края Биро-Биджанского национального района», в состав которого вошли Екатерино-Никольский, Бирский, Некрасовский, нынешний Кур-Урмийский, Михайло-Семеновский районы.
Границы района были описаны в постановлении следующим образом:

… от устья реки Тунгуски вверх по реке Амуру до слияния притока Грязной с протокой Второй Амурской, далее по северной и западной грани выгонных земель города Хабаровска до реки Амура и далее вверх по Амуру до впадения в неё реки Хинган, у села Пашково, отсюда вверх по реке Хинган до Безымянного ключа, от этого места граница делает крутой поворот на восток и идет по хребту Малый Хинган, между рек Кульдур, Каменушка и Сагды-Бира с юга; дойдя по хребту Малый Хинган до истоков реки Бериджа (правого притока реки Солакум, Яурин и Тырмой с севера и левыми притоками реки Биры — Урми) граница в северо-восточном направлении доходит до правой вершины реки Космунь (составляющей также правый приток реки Урми), идя по которой граница доходит до реки Урми, которая далее и служит северо-восточной границей описываемого района до впадения реки Урми в реку Тунгуску и по последней до её устья… 
Постановлением ВЦИК от 7 мая 1934 года указанный национальный район, основанный в 1930 году, получил статус автономной Еврейской национальной области.
В 1931 году селение Тихонькое переименовано в рабочий поселок Биробиджан (его население на тот момент составляло 830 человек), а 2 марта 1937 года рабочий поселок получил статус города. Население района к 1930 году составляло 37 583 чел., на его территории имелось 248 населенных пунктов, в том числе 9 — с преобладающим еврейским населением. Район подчинялся непосредственно исполкому Совета рабочих, крестьянских и красноармейких депутатов Дальневосточного края.
20 июля 1934 года ВЦИК постановил «образовать в составе автономной Еврейской национальной области:
- Биробиджанский район с центром в рабочем посёлке Биробиджан;
- Бирский район с центром в рабочем посёлке Бира;
- Сталинский район с центром в селении Сталинск (быв. Сталинфельд);
- Блюхеровский район с центром в селении Блюхерово (быв. Михайлово-Семёновское);
- Смидовичский район с центром в рабочем посёлке Смидович (быв. Ин)»[72].

С разделением Дальневосточного края на Приморский и Хабаровский края в 1938 область вошла в состав Хабаровского края.

## Развитие ЕАО до Великой Отечественной войны

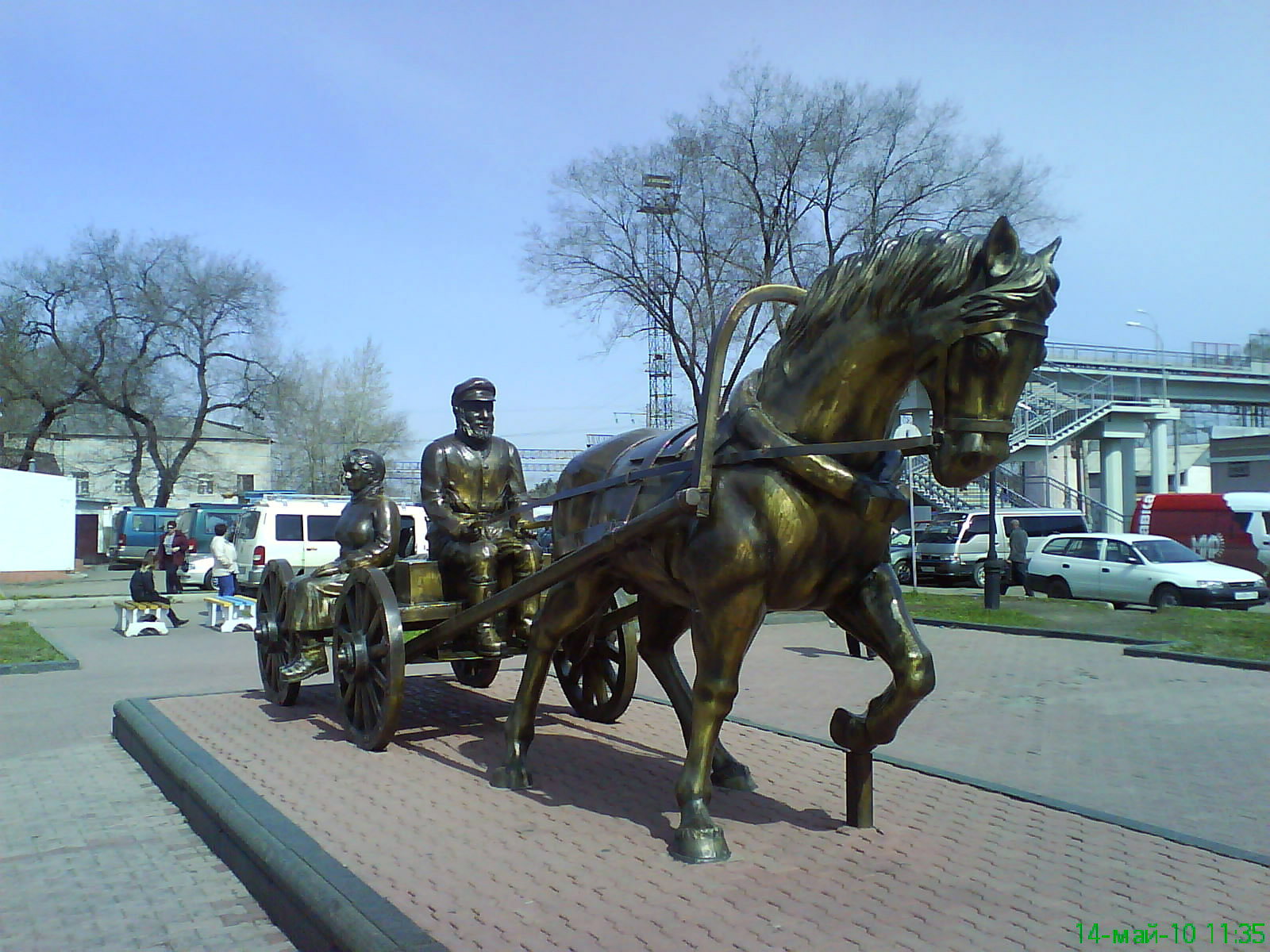
Памятник переселенцам в Биробиджане

Одним из факторов, изменивших отношение советских властей к этому региону стала международная обстановка, в том числе введение японской Квантунской армии в Маньчжурию в сентябре 1931 года и создание марионеточного государства Маньчжоу-Го в феврале 1932 года. Стратегическое значение Биробиджанского района как непосредственного граничащего с Маньчжурией резко выросло. Принятие решения о создании автономии в мае 1934 года и дополнительная пропагандистская кампания способствовали преодолению кризиса и росту числа переселенцев.
На 1 сентября 1934 года доля евреев составила 45 % в общем составе населения — максимальный процент за всю историю области. Было запущено строительство ряда крупных объектов в Биробиджане, а также дорог и мостов. Начался выпуск газеты Биробиджанер штерн на идише, открылся Еврейский государственный театр, который в 1936 году получил имя Лазаря Кагановича.
Сельское хозяйство к 1932 году было уже полностью государственным. В области было 43 колхоза, 3 совхоза, 4 машино-тракторные станции. Посевные площади выросли с 1928 года от 17 до 36 тысяч гектаров. На полях работало 108 тракторов, 3 комбайна и 13 автомашин.
Первый областной съезд Советов состоялся в декабре 1934 года. Органы государственной власти ЕАО формировались до конца 1936 года. Первые выборы в Верховный Совет СССР состоялись в области 12 декабря 1937 года.
Еврейская общественность на Западе следила за советским проектом. Он вызывал особый интерес в связи с резким усилением преследования евреев Германии и препятствиями к эмиграции их в Палестину или страны Европы и США. Еврейские организации направили правительству СССР предложения принять в ЕАО евреев-беженцев из Германии, обещая поддержать этот проект финансово. Однако реакция советских властей на эти предложения была двойственной: хотя постановление Политбюро от 28 апреля 1935 года разрешало приезд 1000 семей из-за рубежа, он обставлялся чрезвычайно жёсткими условиями. Впоследствии выяснилось, что в Биробиджане готовы принять лишь 150—200 семей, причём только из Польши, Литвы и Румынии. В дальнейшем и эта работа была свёрнута в связи с нарастанием шпиономании и массового террора. Всего с 1931 по 1936 годы в ЕАО прибыло 1374 иностранца, часть уехала обратно, а многие из оставшихся были арестованы и отправлены в лагеря в ходе массовых репрессий. Возможно на желание переселиться повлияло также отсутствие в ЕАО каких-либо легально действовавших религиозных организаций. В ЕАО не было ни одной синагоги, ни одного действующего культового здания какой-либо конфессии, а также отсутствовали зарегистрированные служители культа.
28 мая 1934 года Михаил Калинин на встрече с еврейскими рабочими и интеллигенцией Москвы заявил, что преобразование области в республику — это вопрос времени и что правительство видит в этом проекте национальное еврейское государство. Планы создания еврейской республики были дезавуированы Сталиным в ноябре 1936 года в речи «О проекте Конституции СССР». В ней он назвал три условия, необходимых для преобразования автономной области в республику: граничить с внешним государством, иметь национальное большинство и население не менее миллиона человек. Этим требованиям ЕАО не соответствовала.
Массовые репрессии второй половины 1930-х годов существенно отразились не только на потоке иностранных граждан, но и на местном населении. В 1936 году был арестован и расстрелян в 1937 году первый председатель исполкома ЕАО Иосиф Либерберг, в том же 1937 году был арестован сменивший его Михаил Каттель. Первый секретарь обкома ВКП(б) Матвей Хавкин был осуждён на 15 лет лагерей и реабилитирован лишь в январе 1956 года. В течение короткого срока руководство автономией было практически обезглавлено, поскольку руководители партийного и хозяйственного актива были арестованы почти поголовно. Осенью 1938 года с территории области было депортировано 4,5 тысячи корейцев. В этот период был арестован и расстрелян также один из активных исполнителей репрессий начальник Управления НКВД по ЕАО старший лейтенант госбезопасности Александр Лавтаков и ряд других сотрудников НКВД.
По переписи 1939 года население автономии составляло 108 938 человек, в том числе 17 695 евреев (16,2 %). Костырченко пишет, что «Биробиджанский проект» представлял собой не более чем пропагандистскую акцию для стратегического прикрытия идеи полной ассимиляции еврейского населения СССР.

## ЕАО в 1940-е годы
В годы Великой Отечественной войны на фронт было призвано более 12 тыс. жителей области, 7 тыс. из них погибло или пропало без вести, более 7 тыс. чел. за отвагу, мужество и героизм награждено орденами и медалями СССР. 14 чел. удостоены звания Героя Советского Союза, а четверо стали полными кавалерами Ордена Славы. Более 7 тыс. жителей области награждены медалью «За доблестный труд в годы Великой Отечественной войны». 24 апреля 1945 года закрыл телом вражеский пулемёт бывший рабочий обозного завода в Биробиджане лейтенант Иосиф Бумагин.
В 1942 году в области было начато строительство шахты Ушумун, в 1943 году — Бираканской бумажной фабрики, в Биробиджане был запущен прядильно-ткацкий комбинат, в 1945 году было принято решение местных органов власти о строительстве на базе Малохинганского оловорудного месторождения комбината «Хинганолово».
После окончания войны руководство ЕАО пыталось добиться от центра существенной материальной помощи. А 4 декабря 1945 года первый секретарь обкома ВКП(б) Александр Бахмутский и председатель облисполкома Михаил Зильберштейн предложили Сталину создание самостоятельной автономной республики с подчинением Москве. Материально-технические и кадровые ресурсы были выделены в первую очередь постановлением СНК РСФСР от 26 января 1946 года «О мероприятиях по укреплению и дальнейшему развитию хозяйства Еврейской автономной области», а вот проект повышения статуса был отвергнут как необоснованный, поскольку Сталин воспринял это как попытку взять реванш за закрытие крымского проекта. Однако организованное переселение, обусловленное напряжённым отношением вокруг реэвакуированных евреев на юге, было возобновлено с 1947 года. Всего в 1946—1948 гг. из западной части страны в область прибыло 6326 человек. С 1945 по 1948 годы американский комитет «Амбиджан» оказал ЕАО помощь на сумму более 6 млн рублей.
Первая иудейская религиозная община была создана в Биробиджане 26 ноября 1946 года. Эта община прекратила своё существование
к началу 1985 года, новая община была создана лишь в июле 1997 года. В 1947 году была построена синагога, она сгорела в 1956 году.

## ЕАО с 1950-х до начала 1990-х
Развернувшиеся с 1948 года репрессии против деятелей еврейской культуры и антисемитская кампания по борьбе с «космополитами» отразились и на Еврейской автономной области.
Руководитель обкома ВКП(б) Бахмутский, председатель облисполкома Левитин и множество других видных деятелей области были арестованы и осуждены, а после смерти Сталина в 1953 году — реабилитированы. Исследователи истории области Гуревич и Рянский пишут:

Вплоть до смерти Сталина происходило то, что можно назвать разгромом ЕАО как национального очага. От этого она, увы, не оправилась и поныне. Много людей было уничтожено по национальному признаку, поставлен был крест на дальнейшем индустриальном развитии области как самостоятельного объекта, закрыты все еврейские школы, уничтожена местная литературная и музыкальная элита.
Территория ЕАО, как и другие отдалённые от центра страны территории, использовались для размещения так называемых спецпоселений. В 1950 году на территории автономии было расселено 2400 спецпоселенцев, находившихся под надзором 3 спецкомендатур Министерства госбезопасности.
Всего жертвами политических репрессий в Еврейской автономной области в период с 1922 по 1958 годы стали 6296 человек, в том числе 2557 репрессированных в административном порядке и 3739 репрессированных в уголовном порядке (из них 1087 расстреляны).
Совет Министров СССР в 1953 году принял постановление «О мерах помощи сельскому хозяйству Еврейской автономной области». В 1950-е—1960-е годы в области был построен целый ряд промышленных предприятий. Ведущими отраслями промышленности стали машиностроение, электротехническая, горнорудная, строительных материалов. В 1967 году на территории области действовали 21 совхоз, птицефабрика, 5 крупных колхозов, опытные сельскохозяйственная и мелиоративная станции, 2 рыболовецких колхоза, 3 строительно-монтажных управления треста «Хабаровскводстрой», 5 объединений и отделений «Сельхозтехника».
Указом Президиума Верховного Совета СССР Еврейская автономная область 30 сентября 1967 года была награждена орденом Ленина за успехи, достигнутые трудящимися в хозяйственном и культурном строительстве. Указом Президиума Верховного Совета СССР от 29 декабря 1972 года Еврейская автономная область награждена орденом Дружбы народов за успехи в хозяйственном и культурном строительстве и в ознаменование 50-летия образования СССР. Согласно переписи населения, на 15 января 1970 года в области жило 172 400 человек.
В 1972—1973 годах случилась самая снежная зима за наблюдаемую историю погоды в области. В ту зиму в лесах погибло около 70 % поголовья косуль. Последний уссурийский тигр был убит в ЕАО в 1982 году. С 2007 года тигры вновь стали появляться на территории области, предположительно они заходят из Китая.
В 1981 году в Биробиджане было построено и принято в эксплуатацию здание Дома пионеров и школьников, в 1983 году введена в эксплуатацию автоматическая телефонная станция на 10 тыс. номеров. Здание областной филармонии с концертным залом на 700 мест было принято в эксплуатацию в 1984 году. Продолжилось строительство инфраструктурных, общественных и промышленных объектов. В 1987 году в столице области был построен первый 9-этажный дом. Однако созданные в области промышленные предприятия отличались большой долей ручного труда и использовали устаревшие технологии, наукоемкий сектор в экономике отсутствовал.

## В Российской Федерации

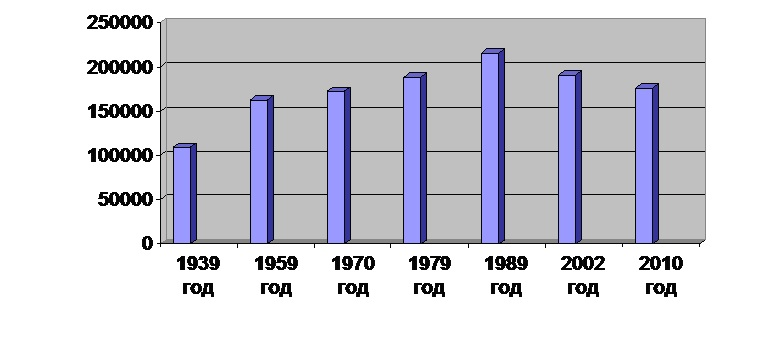
Население ЕАО по годам

До 1990 года Еврейская автономная область была составной частью Хабаровского края (согласно Конституции РСФСР 1978 года автономные области входили в состав краёв). В декабре 1990 года III Съезд народных депутатов РСФСР внёс поправку в текст Конституции РСФСР, по которой существенно менялось административное деление Российской Федерации. Было провозглашено, что отныне автономные области входят непосредственно в состав Федерации.
29 октября 1991 года областным Советом народных депутатов принята Декларация о государственно-правовом статусе ЕАО. В том же году Постановлением Президиума Верховного Совета РСФСР Еврейская автономная область была выделена из состава Хабаровского края в самостоятельный субъект Российской Федерации. После преобразования всех остальных автономных областей России в республики в начале 1990-х годов Еврейская АО осталась единственной автономной областью в Российской Федерации. 19 декабря 1991 года губернатором был назначен Николай Волков. В 2010 году его сменил Александр Винников, в 2015 — Александр Левинталь. В 2019—2024 годах губернатором был Ростислав Гольдштейн. С ноября 2024 года главой региона является Мария Костюк.
31 марта 1992 года был подписан Федеративный договор о разграничении предметов ведения и полномочий между федеральными органами государственной власти и органами власти Еврейской автономной области.
Став в начале 1990-х одним из самостоятельных субъектов федерации, ЕАО к концу 1990-х превратилась в один из самых бедных и депрессивных регионов России. Из-за низкого уровня жизни (хуже ситуация в РФ только в Тыве и Ингушетии) ЕАО занимает 1-е место в России по количеству уехавших в Израиль относительно общей численности местного еврейского населения (например, в период с 1994 по 1998 годы в Израиль уехало 59,6 % расширенного еврейского населения ЕАО от численности на 1994 год).

### Проблема титульной нации и проекты преобразования ЕАО
В 1996 году в области были зарегистрированы флаг и герб. 18 октября 1997 года был принят Устав области, согласно которому государственным языком в ЕАО признан только русский, а идиш считается одним из языков народов ЕАО. В марте 1992 года в Биробиджане, ранее не имевшем ни одной православной церкви, был зарегистрирован первый приход.
По уставу ЕАО от 18 октября 1997 года государственным языком в ЕАО признан только русский, а еврейские языки имеют статус языков одного из народов ЕАО.
Статья 6 устава Еврейской автономной области:
1. Русский язык на территории области в соответствии с Конституцией Российской Федерации имеет статус государственного языка.
2. В области создаются условия для сохранения, изучения и развития языков еврейского народа и других народов, проживающих на территории области.
3. Порядок использования языков народов, проживающих на территории области, определяется федеральным законодательством и законодательством области.

По данным переписи 2010 года в ЕАО с общим населением в 176 558 человек и еврейским населением в 1628 человек владение идишем указали 97 человек (6 % от еврейского населения области), владение ивритом — 312 человек (19 % от еврейского населения области), владение еврейским языком без уточнения — 54 человека. Население области в целом и евреи в частности не используют идиш как разговорный язык, хотя в ЕАО и присутствует определённый интерес к культуре идиша (однако на 5 фестивале еврейской культуры в 1999 году некоторые участники заявили, что культура идиша в ЕАО умирает).
В 2009 году Центробанком России была выпущена в обращение 10 миллионов десятирублевых монет, посвящённых 75-летию образования Еврейской автономной области.
Существует проект присоединения ЕАО к Хабаровскому краю. Другое предложение — присоединение ЕАО к Амурской области с образованием Амурского края. Против упразднения ЕАО выступает еврейская общественность. Полпред президента России в Дальневосточном федеральном округе Виктор Ишаев является сторонником объединения ЕАО и Хабаровского края, но считает его в настоящее время преждевременным. Проект упразднения ЕАО продолжает активно обсуждаться.
Евреи-переселенцы, прибывшие в Приамурье в 1920—1930-х годах, и их потомки никогда не составляли большинства населения ЕАО, а после масштабной репатриации в Израиль в 1970—1990-х годах стали очень небольшим меньшинством. Пика своей численности еврейское население ЕАО достигло в 1937 году — 20 тысяч, после чего постоянно снижалось. Ныне в Израиле живёт более 15 тысяч репатриантов из Еврейской автономной области, из них более 5 тысяч в городе Маалот, составляя около половины его жителей. Ежегодно в Израиле проводится встреча репатриантов из ЕАО. В 2008 году ЕАО на этой встрече 25—27 июня представляли мэр Биробиджана Александр Винников, директор Института комплексного анализа региональных проблем Ефим Фрисман и другие. Доля титульной нации постоянно уменьшается (1,0 % в 2010 году), однако название и статус автономной области пока сохраняются.
На 2007 год еврейское присутствие в ЕАО было крайне незначительным и ограничивалось городом Биробиджан и близлежащим селом Валдгейм. Низкая доля титульной нации и общая малая численность населения ЕАО привели к появлению проектов упразднения области. Как, например, заявил Евгений Примаков:
Очевидно существуют предпосылки для рассмотрения целесообразности присоединения отдельных национальных образований к субъектам Федерации, созданным на территориальной основе. Политическим анахронизмом является, например, существование Еврейской автономной области, где "титульная" нация составляет меньше 1 % населения.
Среди местных СМИ и некоторых еврейских общественных организаций существуют противники проектов упразднения ЕАО и сторонники дальнейшего её развития как самобытного еврейского административного образования. Проект упразднения ЕАО продолжает активно обсуждаться.
В августе 2013 года правительство РФ запустило программу привлечения в ЕАО евреев, в рамках которой в ЕАО приехал 1 еврей.